# 奥克兰大区
奥克兰大区是新西兰十六个大区之一，得名于奥克兰市。奥克兰大区是新西兰人口最多的大区。奥克兰大区总面积6,059平方公里 ，总人口1,436,400（2009）。奥克兰大区包含奥克兰市（Auckland City）、曼努考市（Manukau City）、北岸市（North Shore City）、怀塔奇尔市（Waitakere City）、帕帕库拉区（Papakura District）、罗德尼区（Rodney District）的全部区域以及富兰克林区（Franklin District）的一部分。